# Homaliodendron flabellatum
Homaliodendron flabellatum är en bladmossart som beskrevs av Fleischer 1906. Homaliodendron flabellatum ingår i släktet Homaliodendron och familjen Neckeraceae. Inga underarter finns listade i Catalogue of Life.

## Bildgalleri

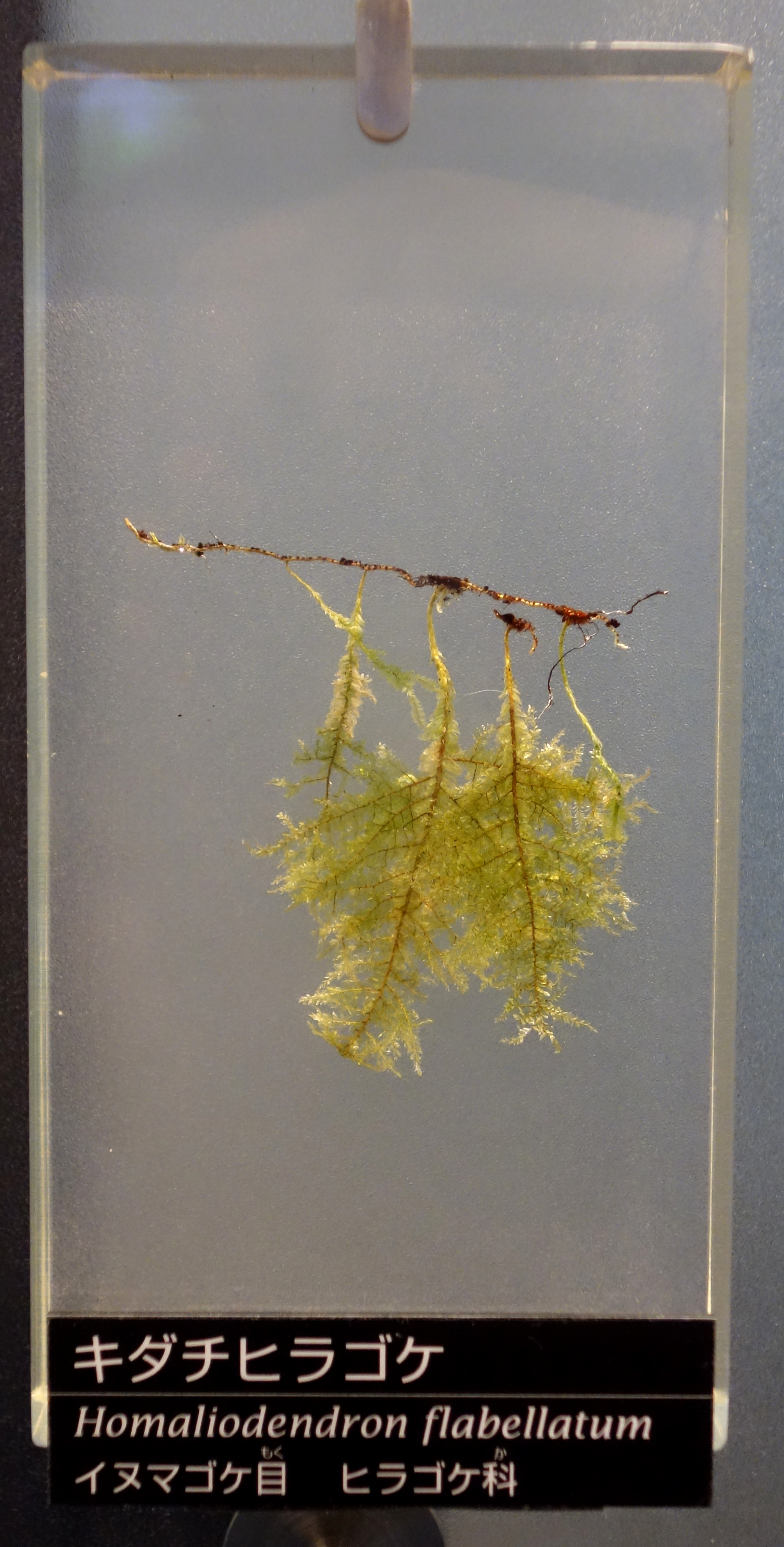